# Дулитл (Мисури)
Дулитл (енгл. Doolittle) град је у америчкој савезној држави Мисури.

## Демографија
По попису из 2010. године број становника је 630, што је 14 (-2,2%) становника мање него 2000. године.
| Група             | 2000.       | 2010.       |
| Белци             | 621 (96,4%) | 614 (97,5%) |
| Афроамериканци    | 0 (0,0%)    | 0 (0,0%)    |
| Азијати           | 2 (0,3%)    | 2 (0,3%)    |
| Хиспаноамериканци | 0 (0,0%)    | 0 (0,0%)    |
| Укупно            | 644         | 630         |